# Bonnes pratiques de laboratoire
Pour les articles homonymes, voir Bonne pratique, Laboratoire, BPL et GLP.
Les bonnes pratiques de laboratoire ou BPL (en anglais : good laboratory practices ou GLP) sont un ensemble de règles à respecter lors d'essais non-cliniques (pré-cliniques), c'est-à-dire sur l'animal, ou sur modèles in vitro, afin de garantir la qualité, et l’intégrité des données obtenues. Ces études concernent l'efficacité et la sécurité des substances chimiques ou biologiques dans différents domaines comme la santé (humaine ou animale) ou l'environnement. Ces bonnes pratiques sont définies pour les études soumises à des agences sanitaires dans le cadre de l'autorisation réglementaire d'un produit chimique. Ces bonnes pratiques ne sont pas prévues ou requises pour tout ce qui ne touche pas à la réglementation des produits chimiques. Elles portent sur l'administration et la gestion d'une étude et non sur la méthodologie scientifique employée,.
La pertinence ou la fiabilité d'une étude ne peut pas être évaluée à l'aune des bonnes pratiques de laboratoire car ce n'est pas leur rôle. Par exemple, concernant les perturbateurs endocriniens, les études ne suivant pas les bonnes pratiques de laboratoire ont été jugées plus sensibles et plus pertinentes que celles suivant ces pratiques.

## Histoire
Les bonnes pratiques de laboratoire ont d'abord été introduites en Nouvelle-Zélande et au Danemark en 1972.
Elles ont été instituées aux États-Unis à la suite de la découverte de fraudes de laboratoires de toxicologie dans les données fournies à la Food and Drug Administration (FDA) par des entreprises pharmaceutiques. Le laboratoire Industrial BioTest Labs avait notamment fait parler de lui en prétendant avoir réalisé des milliers de tests de sécurité pour des fabricants de produits chimiques. Lorsque ceux-ci avaient réellement été effectués, ils étaient d'une si mauvaise qualité que les enquêteurs ne pouvaient pas identifier ce qui avait été réalisé, malgré les résultats fournis par le laboratoire à ses clients. Par exemple, des animaux morts durant une étude avaient été remplacé sans que ce soit documenté, ou des données brutes avaient été modifiées après coup pour correspondre aux résultats.
Ces problèmes ont été rendus publics et portés à la connaissance du Congrès des États-Unis, ce qui a conduit la FDA à établir la réglementation des bonnes pratiques de laboratoire en 1979. L'Environmental Protection Agency, ayant rencontré des problèmes similaires, a publié sa propre réglementation en 1983.
Au niveau international, l'OCDE a cherché à standardiser les expériences et à éviter leur duplication, ce qui l'a conduit à énoncer et recommander de nouvelles règles en 1981, puis à en publier en version révisée en 1997. L'OMS a publié son propre standard en 2001. En Europe, les principes des BPL de l'OCDE sont retranscrits dans la directive européenne 2004/10/CE qui s'applique après transposition dans le droit national de chaque État.

## Contenu
Les recommandations peuvent varier d'une autorité à l'autre. Les points suivants sont notamment abordés :
- Organisation du personnel et distribution des responsabilités,
- Planification de l'étude,
- Assurance qualité,
- Stockage,
- Gestion des déchets,
- Registres et archivage,
- Étiquetage des réactifs,
- Respect du bien-être animal,
- Documentation des déviations au mode opératoire,
- Utilisation, entretien et étalonnage des appareils de mesure,
- Validation, entretien et sécurité des systèmes informatiques,
- Collecte, identification et manipulation des échantillons,
- Forme du rapport final[10].

## Score Klimisch
Afin d'évaluer la conformité des données aux Bonnes Pratiques de Laboratoire, BASF a proposé en 1997 une échelle de classification connue sous le nom d'« échelle Klimisch ». Il s'agit de la méthode recommandée dans le cadre du règlement REACH pour l'évaluation des produits chimiques. Elle attribue ainsi aux études un score de 1 à 4 :
1. Données fiables sans restriction, pour les études conformes aux BPL ou, à défaut, aux études de référence ;
2. Données fiables avec restriction, pour les études n'étant pas totalement conformes aux BPL, mais néanmoins de qualité suffisante ;
3. Données non fiables, pour les études présentant des données insuffisamment documentées ou produites par des méthodes non pertinentes ;
4. Pas d'évaluation possible, généralement par manque de documentation disponible.

De la même manière que les BPL, le score Klimisch ne permet donc pas d'évaluer la qualité d'une étude, mais simplement la qualité et la reproductibilité des données produites. Il ne prend par exemple pas en compte la taille des échantillons, ou le fait que les mesures soient randomisées ou en double aveugle. Il est néanmoins abondamment employé par les organismes réglementaires comme moyen d'évaluer la qualité des études, à l'exclusion de tout autre moyen. Cela les amène ainsi à donner davantage d'importance aux études réalisées de manière précise et reproductible qu'aux études sensibles, au risque de favoriser les faux négatifs,.
Bien que le score Klimisch soit abondamment utilisé, certaines lacunes sont devenues manifestes et plusieurs critiques se sont développées.
Des études ont par exemple montré que cette méthode ne garantissait pas une évaluation cohérente des résultats d'un organisme réglementaire à l'autre. En conséquence, un organisme peut classer une étude comme « fiable sans restriction », alors qu'un autre la classera « non fiable. » De plus, la méthode Klimisch ne fournit que des critères limités pour l'évaluation de la fiabilité et aucune directive spécifique pour l'évaluation de la pertinence, ce qui accroît l'incohérence des résultats d'évaluation. À ce titre cela peut s'expliquer par ce que des chercheurs soulignent : les critères de classification ne sont pas suffisamment clairs.
L'emploi du score de Klimisch est susceptible de conduire à des situations où les études BPL sont classées fiables « sans restriction » malgré des défauts évidents. Cette préférence pour les études BPL a conduit à des dossiers d'autorisation de mise sur le marché reposant presque exclusivement sur des données de laboratoire sous contrat fournies par les déclarants, tout en excluant les études examinées par des pairs de la littérature scientifique.
À titre d'exemple, parmi 107 études analysées pour des dossiers d'enregistrement et classées « fiables sans restriction », seules 10 ne suivaient pas les BPL. Dans 105 cas le classement des études dans cette catégorie était justifié par le fait que l'étude respecte les BPL ou des lignes directrices pour la conduite des tests. À l'inverse, dans la catégorie suivante « fiable avec restriction » près des trois quarts des études ne suivaient pas les BPL.

## Débats autour des BPL

### Comparaison avec l'évaluation par les pairs
Les BPL sont un sujet récurrent de discussion dans le débat entre science académique et science réglementaire. Un point central du débat consiste à déterminer si le processus de publication dans des journaux à comité de lecture est supérieur aux standards de bonnes pratiques de laboratoire employées pour étudier la conformité des produits aux réglementations.
Selon certains chercheurs, ce n'est pas la conformité aux BPL qui devrait être le standard de référence, mais plutôt le processus de relecture de publication dans des journaux à comités de lecture. En effet, le processus d'évaluation par les pairs est un système cohérent permettant le contrôle de la qualité des données générées, des analyses et des rapports, fournissant ainsi une base pour évaluer la qualité d'une information et la force d'une conclusion. De plus, selon eux, les BPL ne fournissent pas un contrôle suffisant de la qualité des études, et les études concernées doivent être considérées comme inférieures : Les BPL ne doivent être considérées que comme un système de suivi conçu pour contrecarrer la corruption des chercheurs
Selon d'autres chercheurs, qui ont l'habitude de travailler avec l'industrie, bien que les BPL ne soient pas conçues pour évaluer la valeur d'une étude, il s'agit d'une assurance qualité reconnue au niveau international, et d'une méthode de contrôle de la qualité permettant de documenter la conduite expérimentale et les données. Ni les BPL, ni la relecture par les pairs ne sont complètement suffisantes pour assurer la solidité d'une étude scientifique. L'évaluation par les pairs permet de l'assurer que les articles publiés sont dignes d'intérêt et de fournir une transparence nécessaire à la crédibilité des prises de décision, tandis que les BPL répondent aux questionnements concernant la qualité des données.
Les BPL étant souvent appliquées aux études de toxicité exigées par les instances réglementaires, elles sont fréquemment interprétées à tort comme des gages de la qualité des résultats. Néanmoins, ces études n’incorporent pas forcément les dernières avancées dans un domaine particulier. Inversement, bien qu'elles ne soit pas toujours homologuées BPL, la pertinence et la fiabilité des études de référence sont documentées dans un processus bien défini. Beaucoup ont été sujettes à des validations formelles, évaluées pas les pairs, dans de multiples laboratoires, avec une relecture subséquente des données et des analyses par les pairs. Par ailleurs les études publiées dans les journaux scientifiques peuvent employer des méthodes trop récentes pour avoir subi de tels tests. Néanmoins, les BPL sont souvent appliquées dans les études de recherche exploratoire inédites.

### Perturbateurs endocriniens
En 2009, la FDA valide les normes en vigueur sur le bisphénol A sur la base d'études BPL. Cette conclusion est partagée par l'EFSA en 2010, en s'appuyant également de manière privilégiée sur les BPL. En privilégiant les études BPL sur les autres, contrairement par exemple à l'ANSES, ces agences ont donné un avis erroné au regard des connaissances alors disponibles. Cela a amené des chercheurs à conclure : « Les décisions de santé publique devraient être fondées sur des études qui utilisent des protocoles appropriés, avec des contrôles appropriés et avec les outils les plus sensibles ; pas les BPL. »
Par la suite, concernant les perturbateurs endocriniens, les études ne suivant pas les BPL ont été jugées plus sensibles et plus pertinentes que celles suivant ces pratiques. Cela a conduit le conseil scientifique de l'Anses à considérer que les BPL peuvent « mettre en défaut les agences réglementaires ».

### Coût et reproductibilité
En raison des moyens requis pour les mettre en œuvre et obtenir l'homologation, les études suivant les BPL sont extrêmement coûteuses. Même lorsque les moyens mis en œuvre sont proches de ces recommandations, leur respect strict reste d'un coût prohibitif. Elles sont ainsi difficilement à la portée des laboratoires universitaires, et ce sont principalement les industriels qui ont les moyens de financer leur réalisation. Cela constitue un frein important à la reproductibilité des études BPL par des organismes indépendants.

### Flexibilité des études
La standardisation des tests permet néanmoins une flexibilité suffisante pour influencer le résultat de l'étude. La conception de l'étude, l'omission de certains effets et les méthodes statistiques employées, notamment, peuvent être l'objet de décisions subtiles et parfaitement légales,. Dans une moindre mesure, la conclusion de l'étude entre parfois en contradiction avec son contenu.
Les études BPL ne sont pas les seules à être sujettes à cette flexibilité, mais cet aspect revêt un enjeu particulier dans un contexte de confidentialité des études et des données produites, où le respect des BPL sert de substitut à la relecture par les pairs pour assurer la valeur scientifique de l'étude.

### Usage de substitution
Dans le cadre des études de synthèse, la sélection des études sur la base de leur cotation Klimisch se substitue parfois à une étude critique des forces et faiblesses de chaque étude. Cela est en particulier le cas pour l'évaluation des risques des substances phytosanitaires mises sur le marché, qui conduit à leur autorisation ou à leur interdiction.
De la sorte, certaines études plus représentatives de l'état de l'art, plus sensibles, et évaluées par les pairs sont ignorées sans avoir été lues, tandis que des études non publiées, méthodologiquement faibles et peu sensibles sont favorisées, car un soin particulier est apporté à leur traçabilité. La valeur scientifique de ces synthèses n'est ainsi pas comparable à celle d'une véritable méta-analyse.